# Algonkin
Algonkini (angleško: Algonquin, algonkinsko: algumaking, »kjer se lovi s harpuno«) so pleme ameriških Indijancev z zgornje Ottawe v Ontariu in Quebecu. Zaradi sovražnosti z Irokezi in Francozi se je del njih pridružil Indijancem Ottawa (banda Kinounchepirini). Po Mooneyju je bilo pleme ocenjeno na 6.000 (1600). Danes so razdeljeni na 10 band, od katerih jih 9 živi v Quebecu in ena v Ontariu (Algonquians of Golden Lake, Golden Lake). Skupaj jih je 6.239 (2005). Algonkini so dali ime etnolingvistični družini algonkinskih jezikov, ki zajema številna plemena in plemenske zveze iz Združenih držav in Kanade.

## Ime
Natančen pomen ni znan, morda iz micmaškega imena algoomeaking ali algoomaking "na mestu lovljenja rib ali jegulj [iz premca kanuja]."/ To ime se nanaša samo na same Algonkine ali bando Weskarini. Sami sebe imenujejo "Anishnabe" ali "Anishnabek" v pomenu 'izvirni ljudje'.

## Življenje in običaji
Algonkini so naseljevali območje, ki ni bilo primerno za kmetijstvo. Bili so organizirani v majhne polnomadske bande lovcev in nabiralcev. Le nekaj južnih algonkinskih band je leta 1608 začelo gojiti koruzo. Območje je bilo zelo primerno za lov, vodne poti, ki so jih obvladovali s kanuji iz brezovega lubja (birch-bark canoes), pa so jim služile predvsem v trgovske namene, uporabljali so jih tudi za lov in za družinski transport. Pozimi so se Algonkini razpršili po okoliških območjih in ustvarili majhne lovske tabore, sestavljene iz razširjenih družin. Poleti so se ponovno zbrali in se ukvarjali z ribolovom.
Algonkini so bili patrilinearen narod. Družine so imele lovišča, katerih pravice so po patrilinearnosti prehajale z očeta na sina.

## Zgodovina
Algonkine je prvič srečal Samuel de Champlain leta 1605, prvič pa so z njim začeli trgovati leta 1609. Ta trgovina je privedla do zavezništva s Francozi, s katerimi so že leta 1610 uspeli pregnati Irokeze južno od reke Saint Lawrence. Irokezi so vrnili udarec (glej Bobrske vojne) šele leta 1632, ko so z zgornjega St. Lawrencea pregnali Algonkine in Montagnaise. Kmalu so za Algonkine nastopili črni dnevi, najprej jih je leta 1634 prizadela epidemija črnih koz, leta 1647 pa je njihovo bando Kichesipirini skoraj iztrebili divji Irokezi. V začetku 18. stoletja Algonkini niso imeli več miru pred Irokezi, medtem ko se je v drugi polovici istega stoletja začelo pomembnejše naseljevanje Angležev. Leta 1822 je bilo pleme prisiljeno prodati svoja zemljišča na območju reke Ottawe in počasi so končali v majhnih rezervatih Quebeca in Ontaria.